# Hikr Bayt Atiq
Hikr Bayt Atiq (tiếng Ả Rập: حكر بيت عتق) là một ngôi làng Syria nằm ở phó huyện Ayn Halaqim ở huyện Masyaf, Hama. Theo Cục Thống kê Trung ương Syria (CBS), Hikr Bayt Atiq có dân số 336 trong cuộc điều tra dân số năm 2004.